# Gerhard Teriet
Gerhard Teriet (* 9. Januar 1917 in Gelsenkirchen; † 4. November 1995 in Arnsberg) war ein deutscher Politiker der CDU. Er war Bürgermeister der Stadt Arnsberg.

## Leben und Beruf
Teriet ging nach dem Besuch der Volksschule und des Aufbaugymnasiums in Arnsberg in eine Lehre, bis er zum Wehr- und Kriegsdienst eingezogen wurde. Nach dem Zweiten Weltkrieg besuchte Teriet einen Ausbildungskurs für Lehrer und fand nach dem Abschluss in verschiedenen Stadtteilen der heutigen Stadt Arnsberg eine Lehrerstelle. Er wurde Rektor in Neheim und zuletzt war er an der St. Petri-Hauptschule in Hüsten tätig.

## Politik / Ehrungen
Teriet trat nach dem Zweiten Weltkrieg in die CDU ein. Er war von 1956 an Mitglied des Rates der ehemaligen Stadt Neheim-Hüsten und nach der kommunalen Neugliederung 1975 Mitglied des Rates der Stadt Arnsberg und deren Bürgermeister von 1975 bis zum Jahr 1984. Am 21. September 1984 wurde er zum Ehrenbürgermeister und am 9. Januar 1987 zum Ehrenbürger der Stadt gewählt. Für seine Leistungen als Kommunalpolitiker wurde ihm 1986 das Bundesverdienstkreuz Erster Klasse verliehen.
Die katholische Kirche würdigte sein politisches Wirken aus christlicher Verantwortung im gleichen Jahr durch die Verleihung des Ritterkreuzes des Silvesterordens. Im Arnsberger Stadtteil Hüsten wurde eine Straße, der Gerhard-Teriet-Weg, nach ihm benannt.